# Stenostola
Stenostola es un género de escarabajos longicornios de la subfamilia Lamiinae. Fue descrito por Pierre François Marie Auguste Dejean en 1835.

## Especies
- Stenostola alboscutellata Kraatz, 1862
- Stenostola atra Gressitt, 1951
- Stenostola basisuturalis Gressitt, 1935
- Stenostola dubia (Laicharting, 1784)
- Stenostola ferrea (Schrank, 1776)
- Stenostola ferrea maculipennis Holzschuh, 1982
- Stenostola ivanovi Danilevsky, 2014
- Stenostola nigerrima (Breuning, 1946)
- Stenostola pallida Gressitt, 1951